# 華富（中）巴士總站
華富（中）巴士總站（英語：Wah Fu Central Bus Terminus）是香港南區其中一個巴士總站，位於華富邨學校區內，華富道末。現有4條巴士路線以本站作為總站。

## 歷史
1970年代起，隨著華富邨人口不斷增加，巴士服務未如理想，中巴為處理問題而開辦巴士線，但華富（南）總站及華富（北）總站已滿置。中巴考慮華富道末處是惟一仍可廣泛服務華富邨的合適選址，於是在該處停放巴士線，本總站應運而生。

## 總站路線資料

### 城巴41A線
- 華富（中） ↔ 北角碼頭

### 城巴94A線
- 華富（中） ↺ 利東邨

### 過海隧道巴士170線
- 沙田站 ↔ 華富（中）

### 過海隧道巴士N170線
- 沙田市中心 ↔ 華富（中）

## 過往路線
- 過海隧道巴士807線 (已取消)

## 圖集

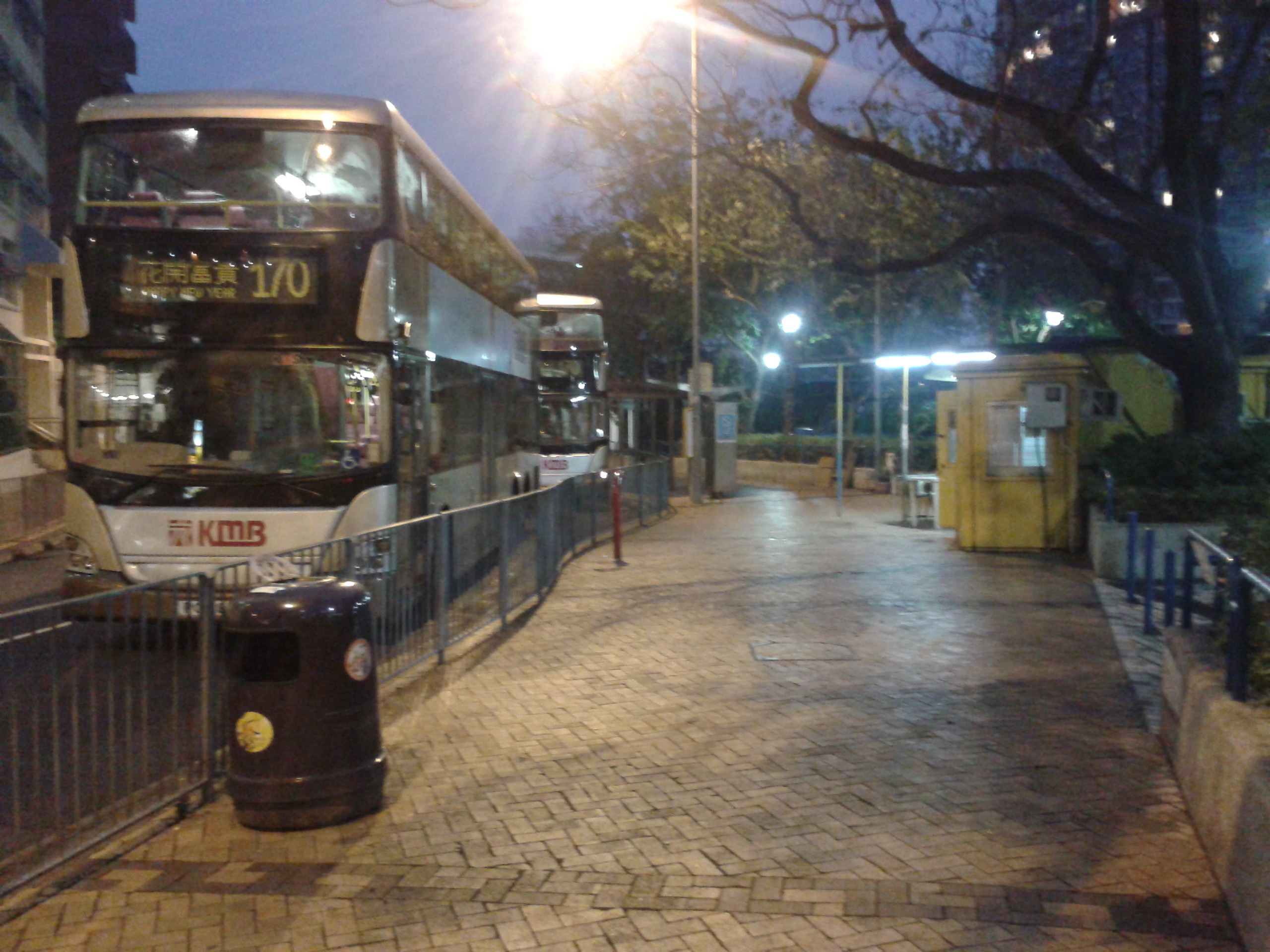
華富（中）巴士總站夜景
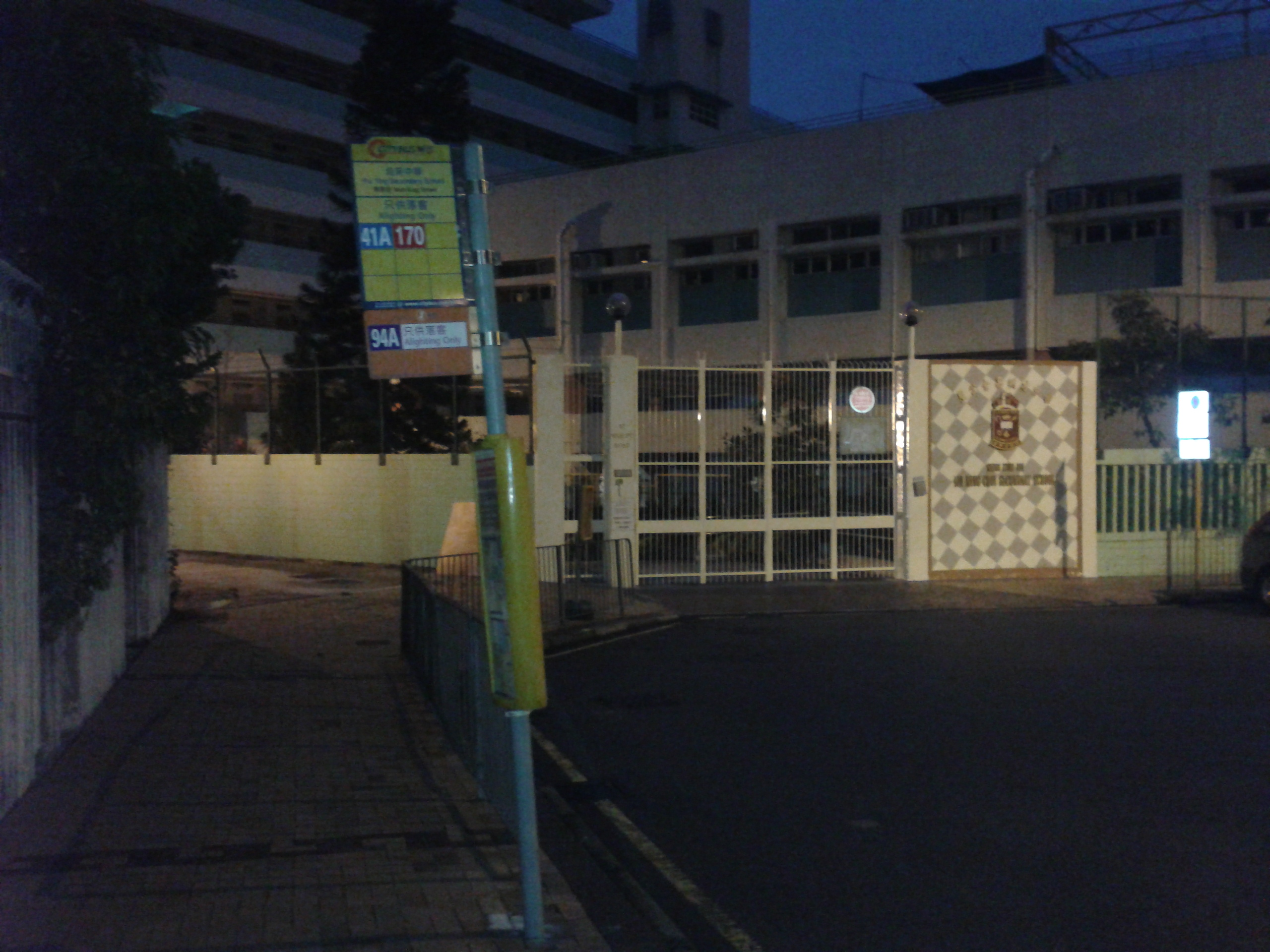
華富（中）巴士總站落客站，惟站名為培英中學
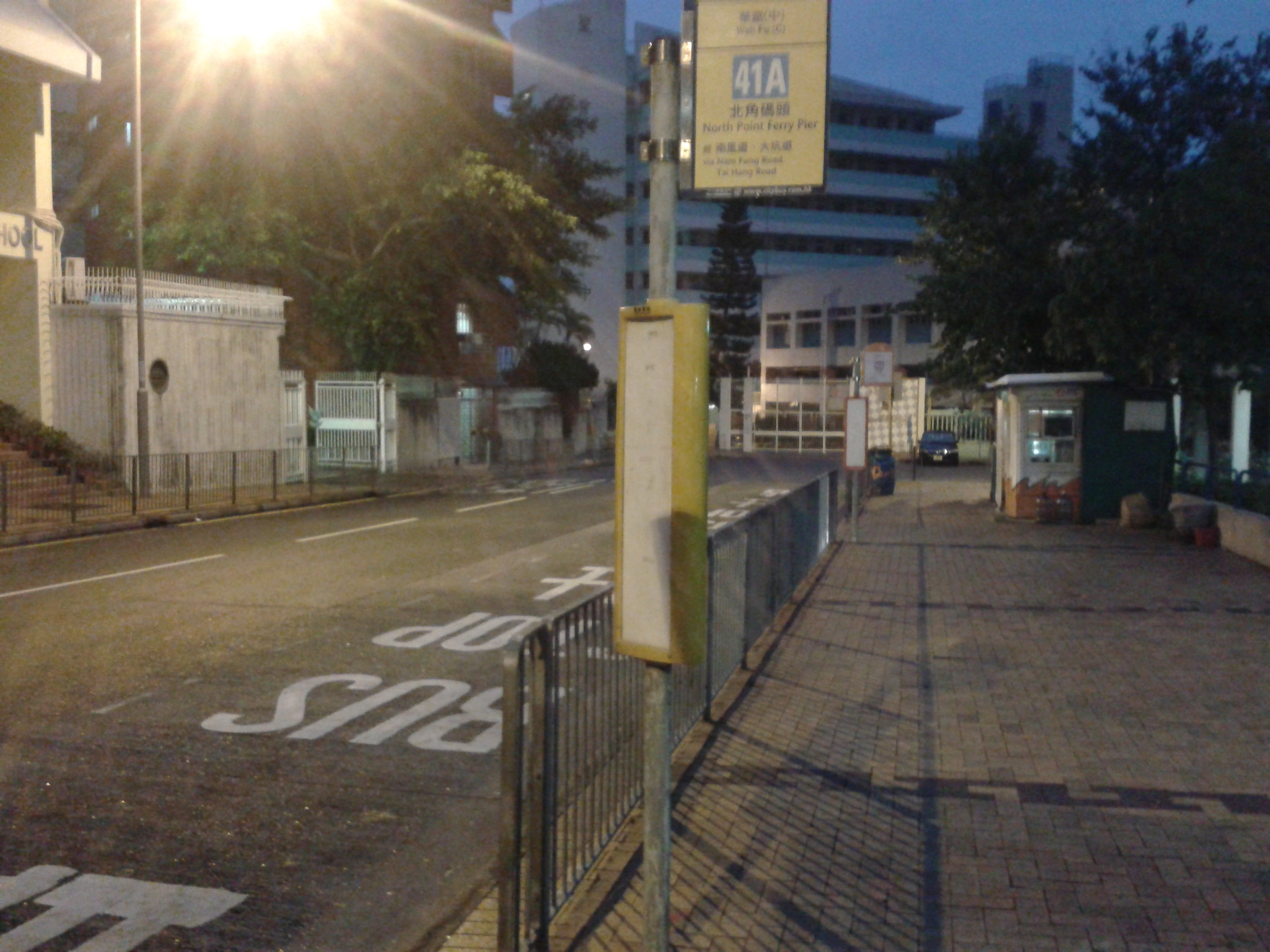
華富（中）巴士總站後半部份
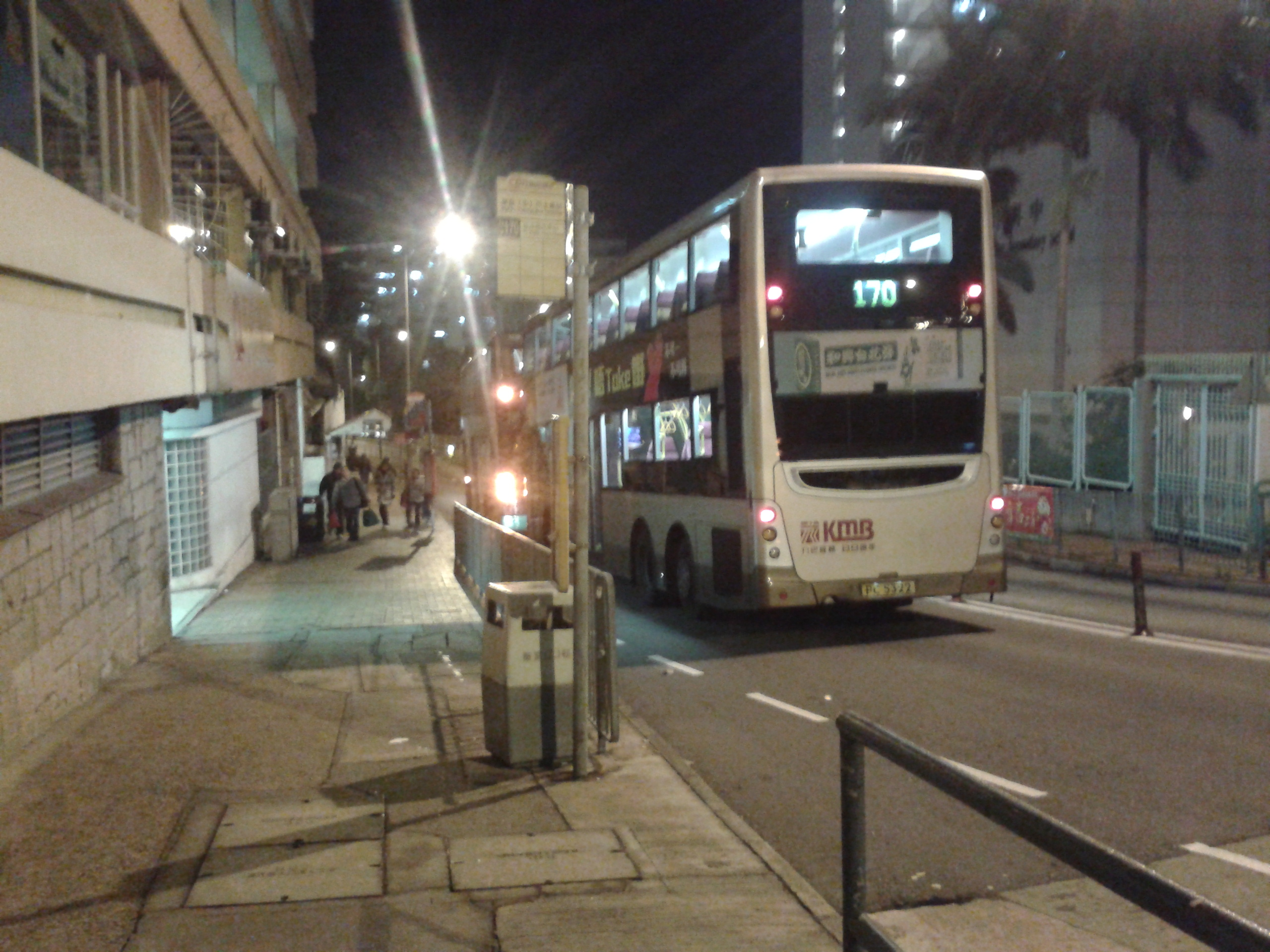
華富（華富二邨商場）巴士總站